# Cesare Burali-Forti
Pour les articles homonymes, voir Burali et Forti.
Cesare Burali-Forti (13 août 1861 Arezzo - 21 janvier 1931 Turin) est un mathématicien italien.

## Biographie
Cesare Burali-Forti est assistant de Giuseppe Peano à Turin de 1894 à 1896, et collabore au formulaire de mathématiques. Bertrand Russell a nommé paradoxe de Burali-Forti le paradoxe du plus grand ordinal en théorie des ensembles, en référence à un article de 1897 où le mathématicien italien, croyant démontrer que deux ordinaux ne sont pas toujours comparables, fait le raisonnement qui conduit au paradoxe décrit par Russell.

## Honneur
L'astéroïde (17891) Buraliforti est nommé en son honneur.